# Фотостаріння

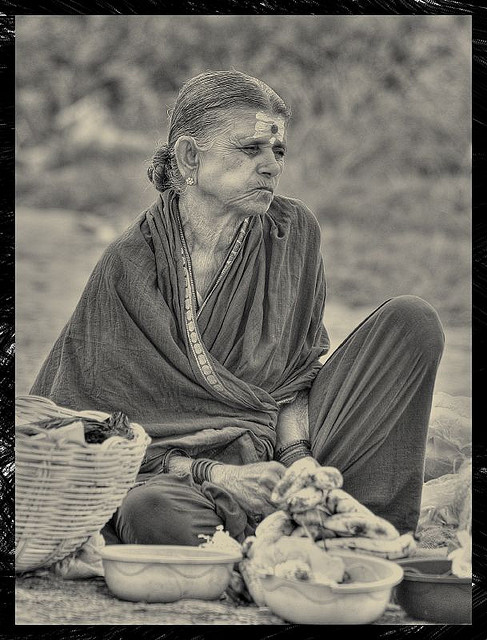
Фотостаріння жінки.

Фотостаріння (також відоме як «дерматогеліоз») — це термін, який використовується для визначення характерних змін шкіри, спричинених хронічним впливом ультрафіолету.

## Вплив УФ-променів

### Молекулярні та генетичні зміни
УФ-промені Б (УФБ) є основним мутагеном, який може проникати лише через епідермальний (зовнішній) шар шкіри та викликати мутації ДНК. Ці мутації виникають через хімічні зміни в клітинах шкіри. Вони можуть бути клінічно пов'язані зі специфічними ознаками фотостаріння, такими як зморшки.

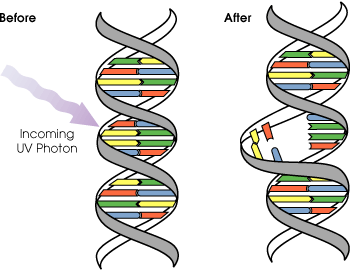
УФ-мутація ДНК

Під впливом УФБ меланоцити виробляють більше меланіну, пігменту, який надає шкірі колір. УФБ може викликати утворення ластовиння і темних плям, обидва з яких є симптомами фотостаріння і найчастіше зустрічаються у людей зі світлою або світлою шкірою. При частому довготривалому впливі УФБ можуть з'явитися ознаки фотостаріння та розвинутися передракові ураження або рак шкіри.
УФ-промені А (УФА) здатні проникати в шкіру глибше, ніж УФБ-промені, пошкоджуючи дермальний шар, так же як і епідерміс. Дерма — це другий основний шар шкіри, який містить колаген, еластин і екстрафібрилярний матрикс, який забезпечує структурну підтримку шкіри. Однак при постійному впливі УФА розмір шару дерми зменшується, в результаті чого епідерміс починає «звисати» з тіла. УФА можуть призвести до розширення або пошкодження кровоносних судин дерми, які найчастіше видно на носі та щоках. УФА також може опосередковано пошкоджувати ДНК через утворення активних форм кисню (АФК), які включають супероксид-аніон, пероксид і синглетний кисень. Ці АФК пошкоджують клітинну ДНК, а також ліпіди та білки.

### Пігментація
Вплив ультрафіолету також може призвести до запалення та розширення судин, що клінічно проявляється сонячним опіком. УФ-випромінювання активує фактор транскрипції, NF-κB, що є першим кроком у виникненні запалення. Активація NF-κB призводить до збільшення продукції прозапальних цитокінів, наприклад: інтерлейкіну 1 (IL-1), фактора росту ендотелію судин IL-6 і фактора некрозу пухлин (TNF-α). Це приваблює нейтрофіли, які призводять до збільшення окисного пошкодження через утворення вільних радикалів.
Крім того, у кератиноцитах УФ-випромінювання призведить до пригнічення інгібітора ангіогенезу, тромбоспондину-1, і посилення активатора ангіогенезу, яким є фактор росту ендотеліальних клітин тромбоцитів. Ці речовини посилюють ангіогенез і сприяють росту новоутворень, спричинених УФ-випромінюванням.

### Імуносупресія
Повідомлялося, що УФ-випромінювання призводить до місцевої та системної імуносупресії (пригнічення імунітету) через пошкодження ДНК та зміну експресії цитокінів. Це має значення для спостереження за пухлинами шкіри. Клітини Лангерганса можуть зазнати змін у своїй кількості, морфології та функціях через вплив УФ-випромінювання та з часом можуть вичерпатися. Одне із запропонованих пояснень цієї імуносупресії полягає в тому, що організм намагається зупинити аутоімунну відповідь на запальні продукти, які є результатом пошкодження УФ-променями.

### Деградація колагену
Вплив ультрафіолету також призводить до активації рецепторів епідермального фактора росту, IL-1 і TNF-α в кератиноцитах і фібробластах, що потім активує сигнальні кінази по всій шкірі за допомогою невідомого механізму. Експресується та активується білок-активатор ядерного фактора транскрипції, AP-1, який контролює транскрипцію матричних металопротеїназ (ММР, англ.) MMP-1 є основною металопротеїназою, яка викликає деградацію колагену. Усьому цьому процесу сприяє присутність активних форм кисню, які пригнічують протеїн-тирозинфосфатази шляхом окислення, що призводить до збільшення кількості вищезгаданих рецепторів. Інший фактор транскрипції — NF-κB, який також активується УФ-світлом, також збільшує експресію MMP-9.
Підвищена продукція MMP може відбуватися навіть після мінімального впливу УФ-випромінювання, отже, його вплив, якого недостатньо, щоб викликати сонячні опіки, може таким чином полегшити деградацію колагену шкіри та призвести до фотостаріння. Таким чином, в процесі фотостаріння шкіри виробництво колагену знижується через процес постійної деградації колагену, опосередкованої MMP.
Крім того, присутність пошкодженого колагену також пригнічує синтез нового. Порушення поширення та прикріплення фібробластів до деградованого колагену може бути одним із чинників, що сприяють пригніченню синтезу колагену.

### Ретиноєві кислоти та фотопошкодження
У людській шкірі УФ-випромінювання знижує експресію як рецепторів ретиноєвої кислоти, так і рецепторів ретиноїду X, що призводить до повної втрати індукції генів, що реагують на ретиноїдні кислоти. Це також призводить до підвищення активності шляху AP-1, збільшуючи активність MMP і, таким чином, спричиняючи функціональний дефіцит вітаміну A в шкірі.

## Ознаки, симптоми та гістопатологія
Ранні симптоми фотостаріння:
- Порушення пігментації, утворення зморшок та інші симптоми з'являються навколо ділянок шкіри, які зазвичай піддаються впливу сонця, переважно навколо очей, рота та чола.[10] Можуть постраждати губи.[10] У канадських жінок зазвичай уражається верхня частина грудей.[10]
- Венозні «павучки» на обличчі та шиї
- Втрата кольору і повноти губ

Симптоми фотостаріння, пов'язані з тривалим впливом УФ-променів:
- Зморшки поглиблюються, а нахмурені лінії чола можна побачити, навіть якщо ви не нахмурилися.
- Телеангіоектазії (венозні «павучки») найчастіше спостерігаються навколо носа, щік і підборіддя.
- Шкіра стає грубшою, з'являється її в'ялість.
- На обличчі та руках з'являються солярні лентиго (вікові плями).
- Можлива поява передраковиї червониї та лускатих плям (актинічний кератоз).
- Злоякісні пухлини шкіри

Гістологічно, на додаток до вищевказаних симптомів, фотостаріння також може призвести до впорядкованого дозрівання кератиноцитів і збільшення клітинної популяції дерми, де їх багато. Виявляють гіперпластичні, подовжені та колапсовані фібробласти та запальні інфільтрати.
Фотопошкодження також можна охарактеризувати як дезорганізацію колагенових фібрил, які складають більшу частину сполучної тканини, і накопичення аномального, аморфного матеріалу, що містить еластин, стан, відомий як актинічний еластоз.

## Захисні механізми
Ендогенні захисні механізми забезпечують захист шкіри від пошкоджень, спричинених УФ-променями.

### Товщина епідермісу
Вплив ультрафіолетового випромінювання, яке призводить до збільшення товщини епідермісу, може допомогти захистити шкіру від подальшого пошкодження.

### Пігмент
У багатьох випадках повідомлялося, що люди зі світлішим кольором шкіри, які мають меншу кількість пігменту меланіну, схильні до більшого фотопошкодження дермальної ДНК, інфільтрації нейтрофілів, активації кератиноцитів, експресії IL-10 і підвищення MMP. Таким чином, розподіл меланіну забезпечує захист від сонячних опіків, фотостаріння та канцерогенезу, поглинаючи та розсіюючи УФ-промені, покриваючи нижні шари шкіри та захищаючи їх від радіації.

### Репарація мутації ДНК і апоптоз
Пошкодження ДНК через вплив УФ-променів призводить до експресії білка 53 (p53), що призводить до зупинки клітинного циклу. Це дозволяє відновлювати ДНК за допомогою ендогенних механізмів, таких як система відновлення нуклеотидів. Крім того, відбувається апоптоз, якщо пошкодження надто серйозне. Однак механізми апоптозу з віком слабшають, і якщо ані механізм відновлення ДНК, ані апоптоз не відбуваються, може розвинутись пухлина шкіри.

### Тканинні інгібітори MMP
Тканинні інгібітори матричних металопротеаз (ТІМP, англ.) регулюють активність MMP. Багато досліджень показали, що УФ-промені індукують TIMP-1.

### Антиоксиданти
Шкіра містить кілька антиоксидантних систем, включаючи вітамін Е, коензим Q10, аскорбат, каротиноїди, супероксиддисмутазу, каталазу та глутатіонпероксидазу. Ці антиоксиданти забезпечують захист від активних форм кисню, що утворюються під час нормального клітинного метаболізму. Однак надмірна дія УФ-променів може призвести до значного зниження надходження антиоксидантів, що посилює окислювальний стрес. Таким чином, ці антиоксиданти необхідні для захисту шкіри від УФ-випромінювання та фотоканцерогенезу.

## Лікування

### Первинна профілактика
Первинна профілактика спрямована на зменшення факторів ризику до виникнення захворювання чи стану.
Захист від сонця є найефективнішою формою первинної профілактики фотостаріння. Основними методами захисту від сонця є сонцезахисні засоби, сонцезахисний одяг і зменшення перебування на сонці, особливо в години піку сонця (10:00-16:00 у весняний і літній сезони). Сонцезахисні засоби широкого спектру дії забезпечують оптимальне покриття для захисту від УФ-променів, оскільки вони захищають від обох типів УФ-променів А (УФА1 і УФА2) разом із УФ-променями Б. Правильні методи нанесення та час є важливими факторами правильного використання сонцезахисного крему. Вони включають використання належної кількості сонцезахисного крему, нанесення сонцезахисного крему перед виходом на сонце та послідовне повторне нанесення (особливо після впливу води або поту).

### Вторинний захист
Вторинний захист стосується раннього виявлення хвороби, яка, можливо, ще безсимптомна, для запобігання, відстрочення або пом'якшення симптоматичного клінічного стану. Він включає в себе: ретиноїди (наприклад, третиноїн), антиоксиданти (наприклад, вітамін С місцево, пероральні добавки, CoQ10, ліпоєва кислота), естрогени, фактори росту та цитокіни.
Існують різні форми місцевих ретиноїдів. Третиноїн вважається найефективнішим засобом для лікування фотостаріння завдяки послідовним доказам, отриманим з кількох рандомізованих клінічних досліджень.
Ретиноїди — це похідні вітаміну А, які зв'язуються з рецепторами ретиноєвої кислоти (RAR) і ретиноїдними X рецепторами (RXR). Зв'язування з цими рецепторами індукує каскад клітинних процесів, які зрештою призводять до збільшення вироблення колагену та потовщення епідермісу, зменшуючи видимість в'ялості шкіри та зморшок. Третиноїн також ефективний для лікування акне. Адапален і тазаротен також є синтетичними ретиноїдами третього покоління, які використовуються для лікування акне. Використання адапалену при фотостарінні вивчено недостатньо, однак існує практика його застосування (не за призначенням). Доведено, що тазаротен є ефективним у лікуванні фотостаріння.
Похідні ретиноїдів, відомі як ретинол і ретиналь, часто використовуються в безрецептурних космецевтичних продуктах для запобігання старінню. Форма ретинолу та ретиналю метаболізується в шкірі до ретиноєвої кислоти, яка потім може впливати на RAR та RXR. Ці продукти вважаються космецевтичними, а не лікарськими через відсутність регулювання, і вони не були достатньо досліджені. Крім того, третиноїн є найбільш добре вивченим і послідовним у своїй ефективності в лікуванні фотостаріння.

### Третинна профілактика
Третинна профілактика — це лікування наявного симптоматичного процесу захворювання з метою полегшення його наслідків або затримки прогресування. Така профілактика включає використання хімічних пілінгів, шліфування (наприклад, мікродермабразія), абляційного або неабляційного лазерного шліфування, радіочастотної технології, збільшення об'єму м'яких тканин (використання філерів), і ботулінічних токсинів. Процедури фотоомолодження проводяться дерматологами для зменшення видимих симптомів. Кожен із цих методів лікування має свої недоліки. Наприклад, ін'єкції ботулотоксину паралізують м'язи обличчя. Це запобігає скороченню м'язів і подальшому утворенню зморшок. Ін'єкційні філери часто використовуються в ділянці носогубної складки, щоб збільшити її об'єм і мінімізувати появу в'ялості або зморшок.